# NORCECA Champions Cup femminile
La NORCECA Champions Cup è una competizione sportiva continentale a cadenza quadriennale organizzata dalla North, Central America and Caribbean Volleyball Confederation (NORCECA), la federazione nord e centro americana della pallavolo.

## Edizioni
| Edizione      | Edizione      |  | Podio           | Podio           | Podio      |
| Anno          | Organizzatore |  | Campione        | Seconda         | Terza      |
| ------------- | ------------- |  | --------------- | --------------- | ---------- |
| 2015 Dettagli | Cuba          |  | Rep. Dominicana | Cuba            | Porto Rico |
| 2019 Dettagli | Stati Uniti   |  | Stati Uniti     | Rep. Dominicana | Canada     |

## Medagliere
| Pos. | Squadra         | 1º posto | 2º posto | 3º posto | Totale |
| ---- | --------------- | -------- | -------- | -------- | ------ |
| 1    | Rep. Dominicana | 1        | 1        | -        | 2      |
| 2    | Stati Uniti     | 1        | -        | -        | 1      |
| 3    | Cuba            | -        | 1        | -        | 1      |
| 4    | Porto Rico      | -        | -        | 1        | 1      |
| 4    | Canada          | -        | -        | 1        | 1      |